# Vladimiro Schettina
Vladimiro Schettina Chepini (8 października 1955) – piłkarz paragwajski, lewy obrońca. Wzrost 185 cm, waga 79 kg.
Urodzony w Asunción Schettina w 1980 roku został piłkarzem klubu Club Guaraní. Zagrał w czterech meczach eliminacyjnch do finałów mistrzostw świata w 1986 roku – w obu meczach z Kolumbią i obu meczach z Chile. Jako piłkarz klubu Guaraní wziął udział w finałach mistrzostw świata w 1986 roku, gdzie Paragwaj dotarł do 1/8 finału. Schettina zagrał w trzech meczach – z Irakiem, Meksykiem i Anglią.
W Guaraní grał do końca swej kariery w 1990 roku.
W latach 1979–1986 Schettina rozegrał w reprezentacji Paragwaju 26 meczów i zdobył 2 bramki.
Nigdy nie wziął udziału w turnieju Copa América.